# Akantocitoza
Akantocitoza je bolest iz grupe hemolitickih anemija koje nastaju zbog stečenog poremećaja na membrani eritrocita. Poremećaj se karakteriše eritrocitima neobičnog oblika, sa mnogobrojnim bodljama. Nastaje u teškim bolestima jetre. Kliničkom slikom dominira, žutica zbog teškog oboljenja jetre, umerena do teška anemija, povećanje slezinе, poremećaji moždane funkcije. Lečenje transfuzijama nije od velike koristi jer se i tako uneti eritrociti menjaju. Odstranjenje slezene sprečava prerano razaranje eritrocita, ali je taj zahvat visoko rizičan u bolesnika sa teškom jetrenom bolešcu.

## Etiopatogeneza
Akantocitoza nastaje na osnovu jednog od sledeća dva mehanizma:
Abetalipoproteinemija
Alteracijom membranskih lipida koji se javljaju kod abetalipoproteinemije i disfunkcije jetre. Abetalipoproteinemija je retko autozomno recesivno oboljenje; koje karakteriše odsutnost lipoproteina koji sadrži apolipoprotein B, i polsedično potpuna odsutnost lipoproteina niske gustoće i niska koncentracije ukupnog holesterola u plazmi. 
Osnovni biohemijski defekt leži u abnormalnoj sintezi ili sekreciji lipoproteina koji sadrže apolipoprotein B pa heterozigoti nemaju kliničke ili metaboličke abnormalnosti, ali mogu imati niske vednosti lipoproteina niske gustoće. Kod abetalipoproteinemije postoji nedostatak lipida i vitamina E koji uzrokuju abnormalnu morfologiju RBC. 
Neuroakantocitoza
Izmena strukturnih proteina membrane koja se javlja u neuroakantocitozi i McLeodovom sindromu.
Zbog disfunkciji jetre, apolipoprotein A-II, inače deficijentni lipoprotein,  akumulira se u plazmi, uzrokujući povećani nivo holesterola u eritrocitima. Ovo uzrokuje abnormalnost membrane eritrocita što dovodi do remodelovanja u slezini i formiranja akantocita.

## Diferencijalna dijagnoza
Akantocitoza se može videti u: 
- akutnoj ili hroničnoj anemiji,
- hepatitisu A, B i C,
- hepatorenalnom sindromu,
- hipopitutarizmu, malabsorpcijskim sindromima i
- neuhranjenosti.[7]

Akantocitoza je sekundarno oboljenje zbog neuhranjenosti, kao što je nervoza anoreksije i cistična fibroza, nedostatak ishrane.
Akantocitne ćelije mogu se naći kod hipotiroidizma, posle splenektomije i kod mijelodisplazije.
Akantocotozu treba razlikovati od ehinocita, koji se takođe zovu „burr-ćelije", koje iako su krenirane različito imaju promene u redovnim intervalima na ćelijskoj membrani. Burr-ćelije se obično se javljaju u uremiji, ali se mogu videti i u mnogim drugim stanjima uključujući blagu hemolizu kod: 
- hipomagnezijemije i hipofosfatemije,
- hemolitičke anemije kod dugih poremećaja i
- nedostatka piruvat kinaze.[7]

Burr-ćelije se takođe mogu pojaviti in vitro zbog povišenog pH, skladištenja krvi, smanjenja ATP-a, akumulacije kalcijuma i kontakta sa staklom.
Akcantocite takođe treba razlikovati od keratocita, takođe poznatih kao "ćelije roga" koje imaju nekoliko veoma velikih protuberanci.

## Terapija
Lečenje poremećaja izazvanih akantocitozom zavisi od osnovnog uzroka i stanja bolesti, pa se tako:
- Terapija abetalipoproteinemije obuhvata dijetu uz ograničavanje unosa masnih kiselina dugih lanaca, i razuman unos triglicerida srednjeg lanca.
- Suplementacija vitaminima A, D, E, rastvorljivim u lipidima koriste u velikim dozama, jer suplementacija vitamina E može stabilizovati neuromuskularne i retinalne abnormalnosti.
- Ponekad je neophodno lečenje dopunjavati preparatima gvožđa i folata.
- Za lečenje progresivne neurološke bolesti, preporučuju se fizikalna terapija
- Tipična terapija ozbiljne bolesti jetre uključuje pažljivu regulaciju unosa tečnosti, korekciju metaboličkih poremećaja, lečenje hipoglikemije i pažljiv izbor hrane.
- Encefalopatija zahteva smanjenje proizvodnje amonijaka.
- Pojava intenzivnog krvarenje može zahtevati hiruršku intervenciju.
- Kod pojedinih bolesnika možda će biti neophodna drugotrajna terapija koja odgovara osnovnoj bolesti.
- Splenektomija smanjuje hemolizu; međutim, ona treba da bude rezervisana samo za pacijente kod kojih se rizici operacije abdomena smatraju prihvatljivim.
- Hirurški rizici su visoki kod teških hepatocelularnih bolesti, sa portalnom hipertenzijom i koagulopatijama.
- U indukovanju hemolitičke anemije kod teške bolesti jetre, različiti agensi za smanjenje lipida su testirani bez uspeha.
- Zamenska terapija hormonima se primjenjuje kako je naznačeno kod endokrinih poremećaja.

## Literatura
- Siegl C, Hamminger P, Jank H, Ahting U, Bader B, Danek A;  . (октобар 2013). „Alterations of red cell membrane properties in nneuroacanthocytosis”. PLoS One. 8 (10): e76715.
- Nasr, M. B.; Symeonidis, C; Mikropoulos, D. G.; Kozeis, N; Tsinopoulos I, Dimitrakos SA;  . (2011 Sep-Oct). „Disc swelling in abetalipoproteinemia: a novel feature of Bassen-Kornzweig syndrome”. Eur J Ophthalmol. 21 (5): 674—6. PMID 21484752. doi:10.5301/EJO.2011.6519. Проверите вредност парамет(а)ра за датум: |date= (помоћ)
- Jung, H. H.; Danek, A.; Walker, R. H. (октобар 2011). „Neuroacanthocytosis syndromes”. Orphanet J Rare Dis. 6: 68.
- Adjobo-Hermans MJ, Cluitmans JC, Bosman GJ. Neuroacanthocytosis: Observations, Theories and Perspectives on the Origin and Significance of Acanthocytes. Tremor Other Hyperkinet Mov (N Y). 2015. 5:328.
- Alexopoulou A, Vasilieva L, Kanellopoulou T, Pouriki S, Soultati A, Dourakis SP (април 2014). „Presence of spur cells as a highly predictive factor of mortality in patients with cirrhosis”. J Gastroenterol Hepatol. 29 (4): 830—4.
- Wimer, B. M.; Marsh WL; Taswell, H. F.; Galey, W. R. (јун 1977). „Haematological changes associated with the McLeod phenotype of the Kell blood group system”. British Journal of Haematology. 36 (2): 219—24.
- Bertelson, C. J.; Pogo AO; Chaudhuri, A; Marsh, W. L.; Redman CM, Banerjee D;  . (мај 1988). „Localization of the McLeod locus (XK) within Xp21 by deletion analysis”. Am J Hum Genet. 42 (5): 703—11.
- Shiokawa N, Nakamura M, Sameshima M, Deguchi A, Hayashi T, Sasaki N, et al. Chorein, the protein responsible for chorea-acanthocytosis, interacts with ß-adducin and ß-actin. Biochem Biophys Res Commun. 2013 Oct 12.
- Pappas SS, Bonifacino J, Danek A, et al. Eighth International Chorea-Acanthocytosis Symposium: Summary of Workshop Discussion and Action Points. Tremor Other Hyperkinet Mov (N Y). 2017. 7:428.
- Young, S. G.; Bertics, S. J.; Curtiss, L. K.; Dubois, B. W.; Witztum, J. L. (јун 1987). „Genetic analysis of a kindred with familial hypobetalipoproteinemia. Evidence for two separate gene defects: One associated with an abnormal apolipoprotein B species, apolipoprotein B-37; and a second associated with low plasma concentrations of apolipoprotein B-100”. J Clin Invest. 79 (6): 1842—51. PMC 424528 . PMID 3473077. doi:10.1172/JCI113026.
- Lupo, F.; Tibaldi, E.; Matte, A.;  . (децембар 2016). „A new molecular link between defective autophagy and erythroid abnormalities in chorea-acanthocytosis”. Blood. 128 (25): 2976—87.
- Shah, J. R.; Patkar, D. P.; Kamat, R. N. (фебруар 2013). „A case of McLeod phenotype of neuroacanthocytosis brain MR features and literature review”. Neuroradiol J. 26 (1): 21—6.
- Bassen, F. A.; Kornzweig, A. L. (април 1950). „Malformation of the erythrocytes in a case of atypical retinitis pigmentosa”. Blood. 5 (4): 381—87.
- Branch, D. R.; Gaidulis, L.; Lazar, G. S. (април 1986). „Human granulocytes lack red cell Kx antigen”. British Journal of Haematology. 62 (4): 747—55.
- Smith KM, Spindler MA. Uncommon applications of deep brain stimulation in hyperkinetic movement disorders. Tremor Other Hyperkinet Mov (N Y). 2015. 5:278. [

## Spoljašnje veze
- Acanthocyte: Presented by the University of Virginia (језик: енглески)
- Acanthocytes на  (језик: енглески)

|  | Molimo Vas, obratite pažnju na važno upozorenje u vezi sa temama iz oblasti medicine (zdravlja). |